# Toma Adly Zaki
Toma Adly Zaki (* 5. November 1966 in al-Minya, Ägypten) ist ein ägyptischer Geistlicher und koptisch-katholischer Bischof der Eparchie Gizeh.

## Leben
Toma Adly Zaki empfing am 20. April 2001 das Sakrament der Priesterweihe.
Am 10. April 2018 ernannte ihn Papst Franziskus zum Titularbischof von Cabasa und zum Apostolischen Administrator der koptisch-katholischen Eparchie Gizeh. Der koptisch-katholische Patriarch von Alexandrien, Ibrahim Isaac Sidrak, spendete ihm am 25. Mai desselben Jahres die Bischofsweihe; Mitkonsekratoren waren der Bischof von Assiut, Kyrillos Kamal William Samaan OFM, der Bischof von Sohag, Youssef Aboul-Kheir, der Bischof von Ismayliah, Makarios Tewfik, der Bischof von Minya, Kamal Fahim Awad Boutros Hanna, und der Bischof von Luxor, Emmanuel Bishay.
Die Synode der Bischöfe der koptisch-katholischen Kirche wählte ihn zum Bischof von Gizeh. Diese Wahl bestätigte Papst Franziskus am 25. März 2019.